# Satrapes occidentaux
35–405
Entités précédentes :
- Indo-Scythes

Entités suivantes :
- Empire Gupta

Les Satrapes occidentaux, Kshatrapas occidentaux ou Kshaharatas (35–405), étaient les souverains scythes d'une région de l'ouest et du centre de l'Inde correspondant aux actuels Gujarat, sud du Sindh, Maharashtra, Rajasthan et Madhya Pradesh. Cet état, ou au moins une partie de celui-ci, était nommé Ariaca, si l'on en croit Le Périple de la mer Érythrée.
Successeurs des Indo-Scythes, les satrapes occidentaux étaient contemporains des Kouchans, qui régnaient sur le nord du sous-continent indien et sur une partie de l'Asie centrale, et étaient peut-être leurs suzerains, ainsi que de l'empire Satavahana (ou Andhra), qui dominait le centre de l'Inde. Ils sont appelés « occidentaux » par opposition aux satrapes indo-scythes du nord, qui régnaient dans la région de Mathura, comme Rajuvula et ses successeurs vassaux des Kouchans, le « Grand satrape », Kharapallana et le « Satrape » Vanaspara. Bien que leurs monnaies portent le nom de « satrape », au IIe siècle la Géographie de Ptolémée les désigne encore comme « indo-scythes ».
On compte 27 satrapes occidentaux indépendants sur une période d'environ 350 ans. Le mot « Kshatrapa » signifie satrape, et son équivalent persan « Ksatrapavan » vice-roi ou gouverneur d'une province.

## Histoire
NB : les dates des règnes de Nahapana et Chastana sont sujets à débat parmi les historiens, certains les plaçant à une date beaucoup plus tardive que celle indiquée ici.

### Première expansion: la dynastie Kshaharata

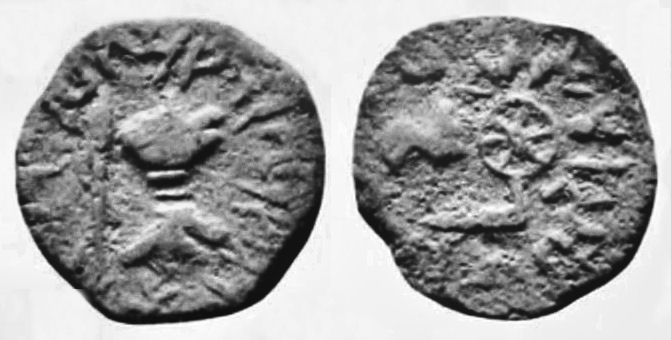
Monnaie de Bhumaka (Ier siècle).
avers : flèche, pelote et éclair. Inscription kharoshthi : Chaharasada Chatrapasa Bhumakasa (Ksaharata satrape Bhumaka).
revers : chapiteau avec un lion assis une patte levée et une roue de la loi. Inscription brahmi : Kshaharatasa Kshatrapasa Bhumakasa (même sens).

On considère que les satrapes occidentaux ont débuté par la courte dynastie Kshaharata (appelée aussi, selon les sources, Chaharada, Khaharata ou Khakharata). Le mot Kshaharata se trouve aussi sur la plaque de cuivre de Taxila, datée de l'an 6, où il qualifie le souverain indo-scythe Liaka Kusulaka. L'inscription de Nasik (dix-neuvième année du règne de Vasisthiputra Sri Pulamavi, soit 97) mentionne aussi le Khakharatavasa, ou race du Kshaharata.
Le plus ancien Kshaharata à l'existence avérée est Abhiraka, dont on connait de rares monnaies. Son successeur Bhumaka n'a utilisé sur ses monnaies que le titre de satrape, et non pas celui de Râja ou Raño (roi). Ses monnaies portent des symboles bouddhistes, comme la roue à 8 rayons (dharmachakra), ou le lion assis sur un chapiteau, une représentation du pilier d'Ashoka.
Son successeur, le puissant souverain Nahapana, était son fils, selon une de ses monnaies. Il occupa une partie de l'Empire Satavahana dans l'ouest et le centre de l'Inde. Il était le maître du Malwa, du sud du Gujarat et du nord du Konkan, de Barygaza (actuelle Bharuch) à Sopara et aux districts de Nasik et Poona. Son gendre, le Saka Ushavadata (époux de sa fille Dakshamitra), est connu par des inscriptions à Nasik et Karle comme vice-roi de Nahapana, régnant sur le sud de son territoire.

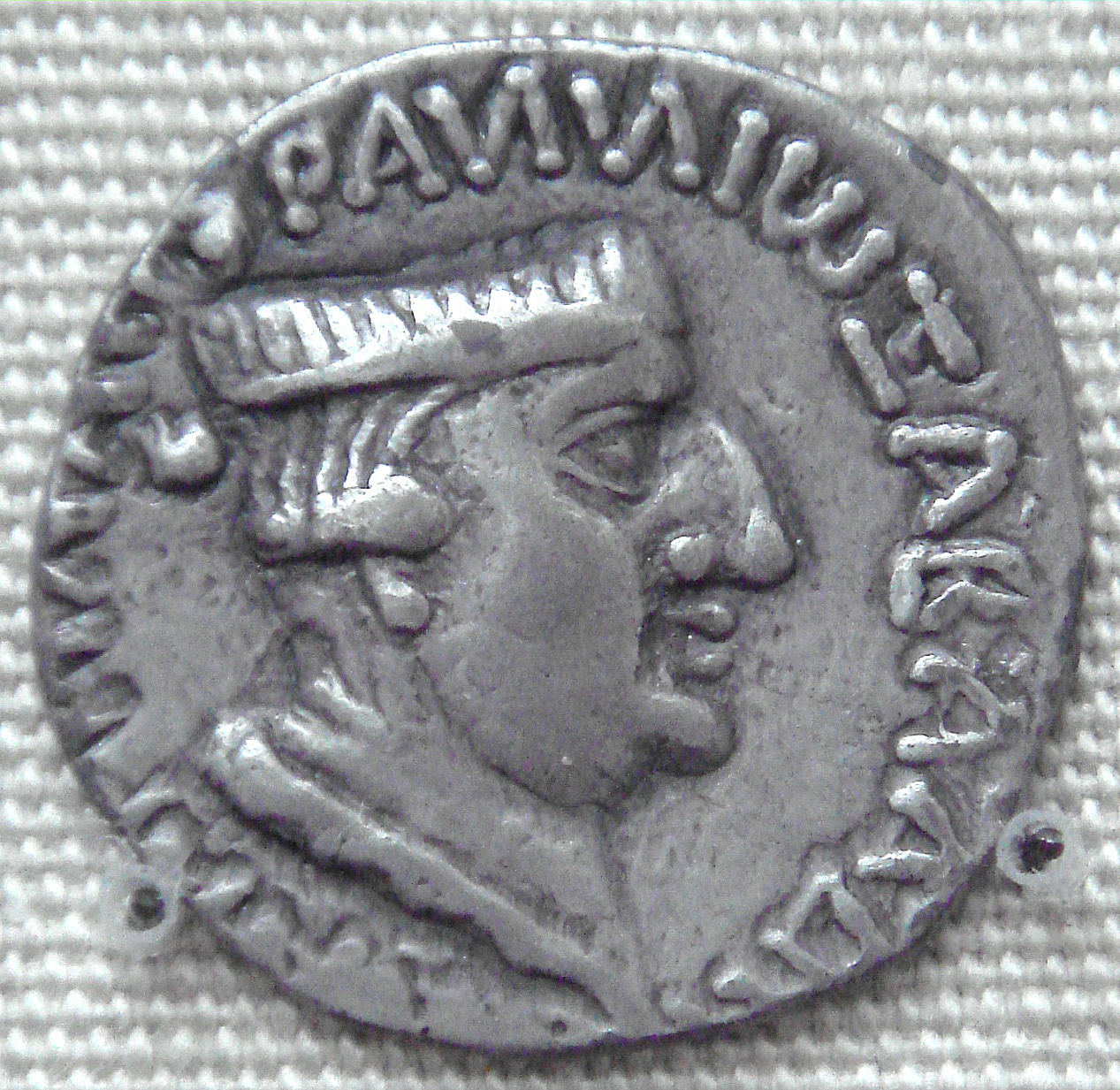
Monnaie d'argent de Nahapana (British Museum).

Nahapana est mentionné dans le Périple de la mer Érythrée sous le nom de Nambanus, en tant que souverain de la région autour de Barygaza :

« 41. Au-delà du golfe de Baraca se trouve celui de Barygaza et la côte du pays d'Ariaca, qui est le début du royaume de Nambanus et de toute l'Inde. Cette partie des basses terres et de la Scythie avoisinante est nommée Abiria, mais la côte est nommée Syrastrene. C'est un pays fertile, qui produit du blé et du riz et de l'huile de sésame et du beurre clarifié, du coton et les étoffes indiennes faites avec lui, du genre le plus grossier. Un très nombreux bétail y paît et les hommes sont de haute stature et de couleur noire. La métropole de ce pays est Minnagara, d'où beaucoup d'étoffe de coton sont envoyées à Barygaza. »

— Périple de la mer Érythrée, chap. 41.
Sous les satrapes occidentaux, Barigaza était un des centres principaux du commerce romain avec l'Inde. Le Périple décrit les nombreux produits échangés :

« 49. On importe dans cette cité marchande (Barigaza) du vin, de préférence italien, ou de Laodicée[Laquelle ?] et d'Arabie ; du cuivre, de l'étain et du plomb ; du corail et des topazes ; des vêtements légers et de toutes sortes de qualité inférieure ; des ceintures colorées d'une coudée de large ; du benjoin, du trèfle des champs, du verre de silex, du réalgar, de l'antimoine, des pièces d'or et d'argent, qui peuvent être échangées avec profit contre la monnaie du pays ; et des baumes, mais peu coûteux et en faible quantité. Pour le roi, on importe de très précieuses vaisselles d'argent, de jeunes chanteurs, de belles vierges pour le harem, des vins fins, des vêtements légers du tissage le plus délicat et les baumes les plus raffinés. On en exporte du nard, du costus, du bdellium, de l'ivoire, de l'agate et de la cornaline, du lycium, des étoffes de coton de toutes sortes, des soieries, des étoffes de mauve, du fil, du poivre long et d'autres choses de ce genre, qui y sont apportées depuis les autres cités marchandes. Ceux qui partent d'Égypte pour se rendre dans cette ville font facilement le voyage au mois de juillet, qui est Epiphi. »

— Périple de la mer Érythrée, chap. 49.

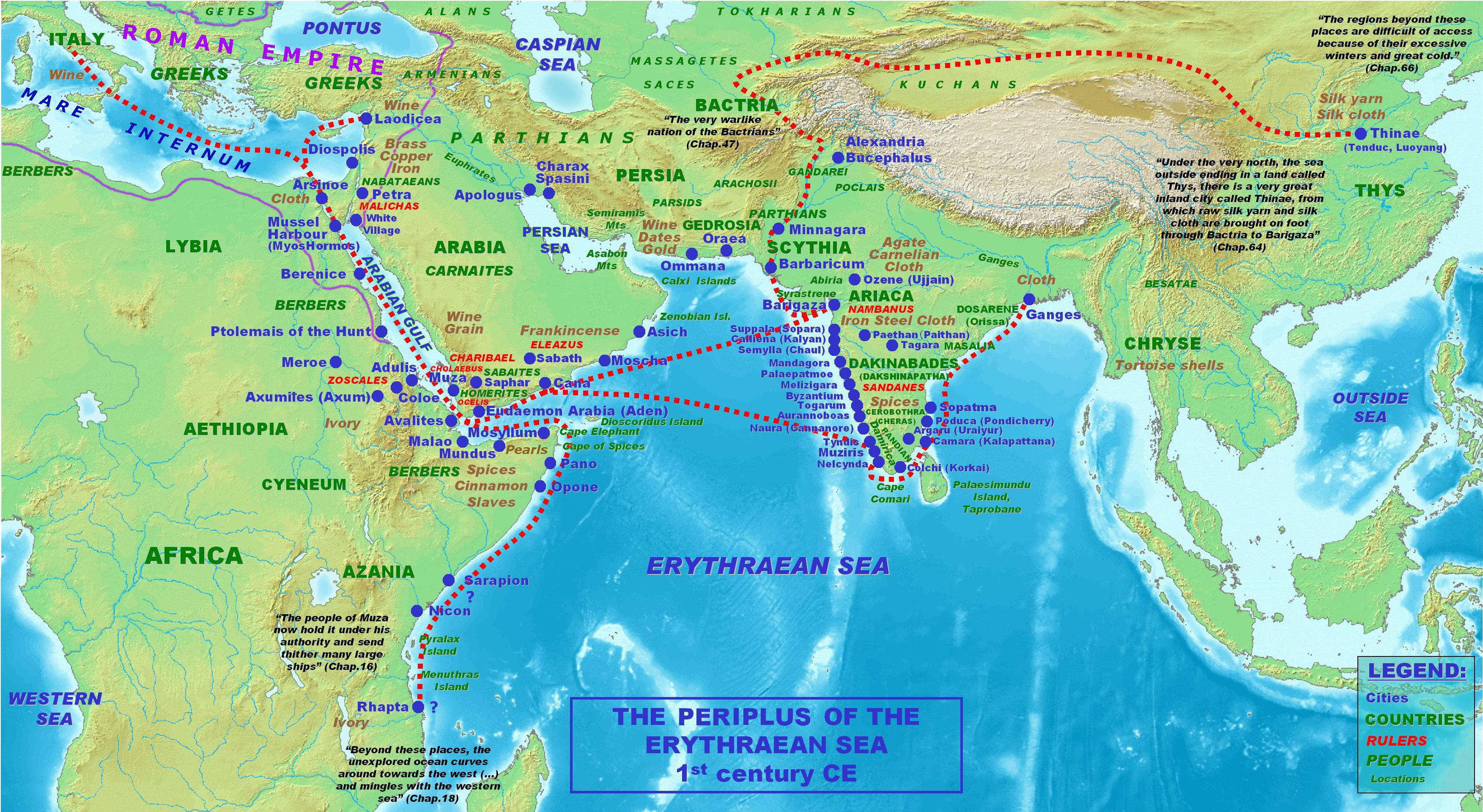
Sous Nahapana, les satrapies occidentales et leur port de Barigaza faisaient partie des principaux acteurs du commerce international du Ier siècle, selon le Périple de la mer Érythrée.

De grandes quantités de biens venaient aussi d'Ujjain, la capitale des satrapes occidentaux :

« 48. Dans l'intérieur des terres, à l'Est, se trouve la cité appelée Ozene, une ancienne capitale royale ; on apporte de cet endroit toutes les choses nécessaires à l'entretien du pays près de Barygaza, et beaucoup d'autres pour notre commerce : de l'agate et de la cornaline, des mousselines indiennes et des étoffes de mauve, ainsi que des étoffes très ordinaires. »

— Périple de la mer Érythrée, chap. 48.
Certains navires étaient aussi affrétés à Barigaza, pour exporter des produits vers l'ouest, à travers l'Océan Indien :

« Des navires sont aussi couramment lancés à travers l'océan, à partir de l'Ariaca et de Barygaza, apportant à ces cités marchandes éloignées les produits de leur région ; du blé, du riz, du beurre clarifié, de l'huile de sésame, des étoffes de coton (la monache et la sagmatogene), des ceintures et du miel de canne à sucre appelé sacchari. Certains font spécialement le voyage vers ces cités marchandes, et d'autres échangent leur chargement durant leur trajet le long de la côte. »

— Périple de la mer Érythrée, chap. 14.
Nahapana est aussi le premier des Kshatrapas à avoir frappé une monnaie d'argent.
Nahapana et Ushavadata furent finalement vaincus par le puissant roi des Satavahana, Gautamiputra Satakarni. Celui-ci expulsa les Sakas du Malwa et de l'ouest du Maharashtra, les repoussant dans l'ouest du Gujarat. Il fit aussi refrapper de nombreuses monnaies de Nahapana à son effigie.

### Dynastie Kardamaka (Ier–IVesiècle)

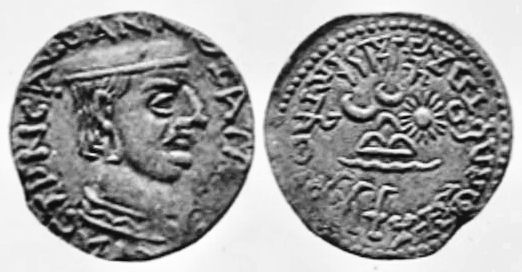
Monnaie du satrape Chastana (c. 78 CE).
avers : profil du roi. La légende (typique) se lit : PANNIΩ IATPAΠAC CIASTANCA - alphabet grec corrompu, par translittération du prakrit Raño Kshatrapasa Castana (Roi et satrape Castana).
revers : Stûpa avec la lune, une étoile et une rivière. Légende en brahmi : Rajno Mahakshatrapasa Ghsamotikaputrasa Casthanasa (Roi et grand satrape Chastana, fils de Zamotika).

Une nouvelle dynastie, appelée Bhadramukhas ou dynastie Kardamaka, fut fondée par le satrape Chastana (ou Castana). Ses dates ne sont pas certaines, mais beaucoup pensent que son règne a débuté en 78, ce qui ferait de lui le fondateur de l'ère Saka. Ceci est cohérent avec le fait que ses descendants utilisent cette ère pour leurs monnaies et leurs inscriptions. Chastana était satrape d'Ujjain. Une statue découverte à Mathura avec des statues des rois kouchans Kanishka et Vima Kadphises, et qui porte le nom « Shastana », lui est souvent attribuée ; elle suggère que Chastana pourrait avoir été un vassal des Kouchans. L'inscription de Rabatak affirme également que ceux-ci dominaient le territoire des starapes occidentaux (elle mentionne le contrôle kouchan sur leur capitale Ujjain), durant le règne de Kanishka (vers 127–150).

#### Territoire sous Chastana
Le territoire des satrapes occidentaux à l'époque de Chastana est décrit en détail par le géographe Ptolémée dans sa Géographie, où il les appelle « indo-scythes ». Il le décrit comme s'étendant de la Patalène à l'ouest, jusqu'à Ujjain à l'est (« Ozena-Regia Tiastani », Ozene, capitale du roi Chastana), et au-delà de Barygaza dans le sud.

« D'ailleurs la région proche de l'ouest de l'Inde est appelée Indoscythie. Une partie de cette région proche de l'embouchure (de l'Indus) est la Patalène, au-dessus de laquelle est l'Abiria. Celle qui est entre l'embouchure de l'Indus et la baie de Canthicolpus est appelée Syrastrena. (...) Dans l'île formée par cette rivière se trouvent les villes de Pantala, Barbaria. (...) La région Larica de l'Indoscythie est située à l'est du marais littoral, dans lequel, à l'ouest de la Namadus, se trouve la ville marchande intérieure de Barygaza. Sur la rive orientale de la rivière (...) Ozena-Regia Tiastani (...) Minnagara. »

— Géographie (Ptolémée), Livre 7, chap. I

#### Victoire sur les Satavahanas: Rudradaman I
Vers 130, Rudradaman Ier, petit-fils de Chastana, prit le titre de Mahakshatrapa (Grand satrape) et défendit son royaume contre les Satavahanas. Le conflit avec eux devint si exténuant que, pour y mettre un terme, une alliance matrimoniale fut conclue en mariant une fille de Rudradaman au roi Satavahana Vashishtiputra Satakarni.

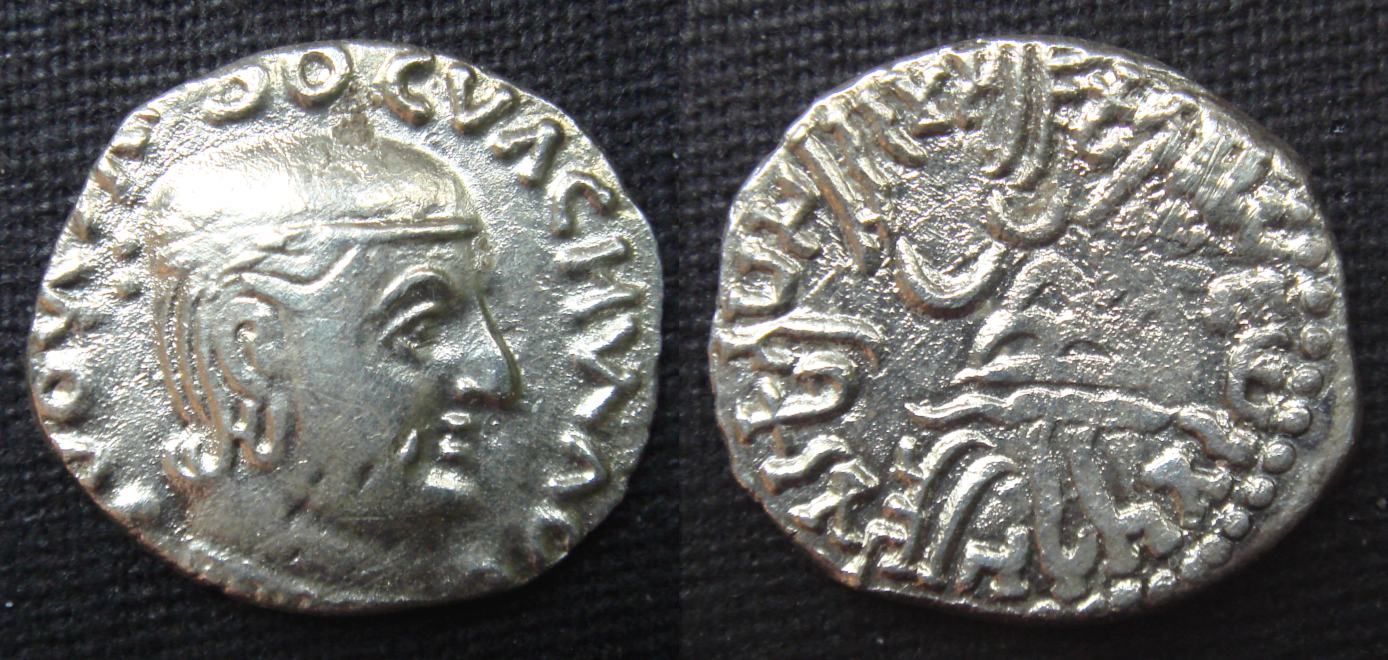
Monnaie d'argent de Rudradaman Ier.
avers : Profil de Rudradaman, avec une légende en grec corrompu : OVONIΛOOCVΛCHΛNO.
revers : Colline à 3 bosses ou stūpa avec une rivière, un croissant de lune et le soleil. Légende en brahmi : Rajno Ksatrapasa Jayadamasaputrasa Rajno Mahaksatrapasa Rudradamasa (Roi et Grand satrape Rudradaman, fils du Roi et Satrape Jayadaman)
16 mm, 2.0 grammes.

La guerre continua cependant entre les satrapes occidentaux et les Satavahanas et Rudradaman défit ceux-ci à deux reprises, n'épargnant la vie de Vashishtiputra Satakarni que pour leurs liens de famille :

« Rudradaman (...) dont on a dit du bien, car bien qu'il ait deux fois complètement vaincu en combat loyal Satakarni, seigneur de Dakshinapatha, du fait de la proximité de leurs relations, ne l'a pas détruit »

— Inscription de Junâgadh.
Rudradaman récupéra tous les territoires auparavant contrôlés par Nahapana, à l'exception des régions méridionales de Pune et Nasik :

« Rudradaman (...) qui est le seigneur de tout l'est et l'ouest de l'Akaravanti (Akara : est du Mâlvâ et Avanti : ouest du Mâlvâ), du pays d'Anupa, d'Anarta, Surashtra, Svabhra (nord du Gujarat), Maru (Marwar), Kachchha (Kutch), Sindhu-Sauvira (districts du Sindh et Multan), Kukura (est du Rajputana), Aparanta (« frontière nord » – nord du Konkan), Nishada (une tribu aborigène du Mâlvâ et de parties de l'Inde centrale) et d'autres territoires gagnés grâce à sa propre valeur, dont les villes, marchés et campagnes ne sont jamais troublés par les voleurs, les serpents, les bêtes sauvages, les maladies et autres, où tous les sujets lui sont attachés (et) où par sa puissance les objets de [religion], richesse et plaisir [sont commodément atteints]. »

— Inscription de Junâgadh. (Interprétations géographiques de Rapson entre parenthèses.)
Des inscriptions récemment découvertes sur un pilier décrivent la présence d'un satrape occidental nommé Rupiamma dans le district de Bhandara, dans le Vidarbha, dans l'extrême nord-est du Maharashtra, où il fit ériger ces piliers.
Rudradaman est connu pour son soutien aux arts. On sait qu'il a écrit de la poésie dans le plus pur des sanskrit, langue dont il a fait sa langue de cours. Son nom est pour toujours attaché à l'inscription du lac Sudharshini.
Il avait à sa cour un écrivain grec du nom de Yavanesvara (Seigneur des Grecs), qui traduisit du grec au sanskrit le Yavanajataka (Dit des Grecs), un traité astrologique et le plus ancien horoscope d'Inde en sanskrit.

#### Rudrasena II (256–278)

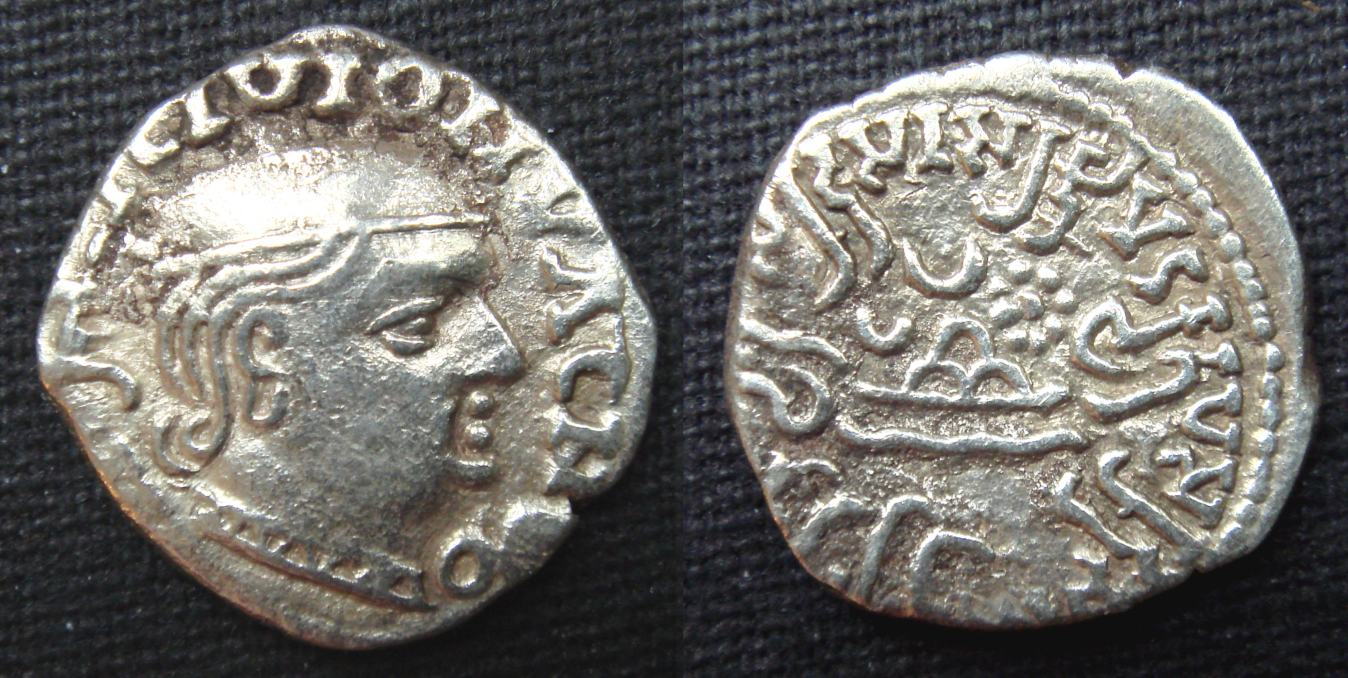
Monnaie de Rudrasena I (200–222).

La dynastie Kshatrapa semble avoir atteint une grande prospérité sous le règne de Rudrasena II (256–278), son dix-neuvième souverain.
Le dernier souverain Kshatrapa de la lignée de Chastana fut son fils Visvasena (Vishwasen), frère et successeur de Bhratadarman. Une nouvelle famille prit la relève à partir de Rudrasimha II, fils du seigneur (Svami) Jivadaman.

### Défaite face aux Gupta (vers 400)
Une nouvelle famille parvint au pouvoir avec Rudrasimha III. Un fragment du Natya-darpana mentionne que le roi Ramagupta, frère aîné de Chandragupta II, décida d'étendre l'empire Gupta en attaquant les satrapes occidentaux dans le Gujarat.

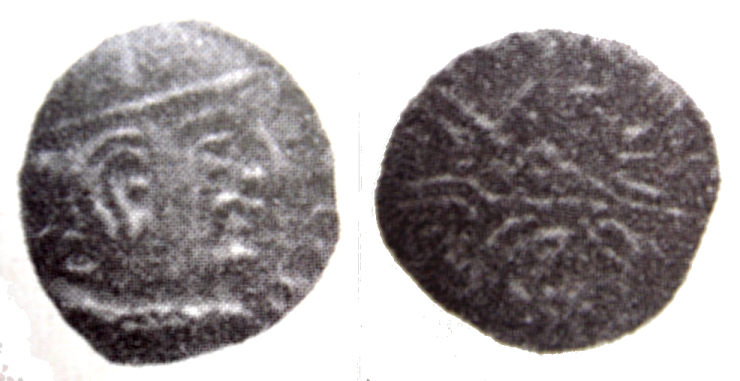
Monnaie du dernier satrape occidental, Rudrasimha III (388–395).

La campagne tourna bientôt au désastre et l'armée gupta se trouve piégée. Rudrasimha III demanda que Ramagupta lui remette sa femme Dhruvadevi en échange de la paix. Pour éviter cette humiliation, les Gupta décidèrent de lui envoyer Madhavasena, une femme de la cour aimée de Chandragupta, habillée comme la reine. Chandragupta modifia cependant ce plan en s'habillant lui-même comme la reine pour approcher Rudrasimha et le tuer. Il tua aussi plus tard son propre frère Ramagupta, monta sur le trône et épousa Dhruvadevi.
Les satrapes occidentaux furent finalement conquis par Chandragupta II, ce qui mit fin à la domination des Shakas dans le monde indien.

## Numismatique
Les émissions monétaires des satrapes occidentaux sont très riches et intéressantes. Elles sont basées sur celles des rois indo-grecs, avec des inscriptions en grec ou en pseudo-grec, et des profils stylisés de rois sur l'avers. Le revers des pièces est cependant original : il est typiquement orné d'un éclair et d'une flèche et, plus tard, d'un stûpa ou d'une colline à trois sommets, avec une légende en alphabet brahmi. Ces monnaies sont très instructives, car elles portent le nom du souverain, de son père et leur date de frappe, et elles ont aidé à clarifier l'histoire ancienne de l'Inde.

### Dates de règnes

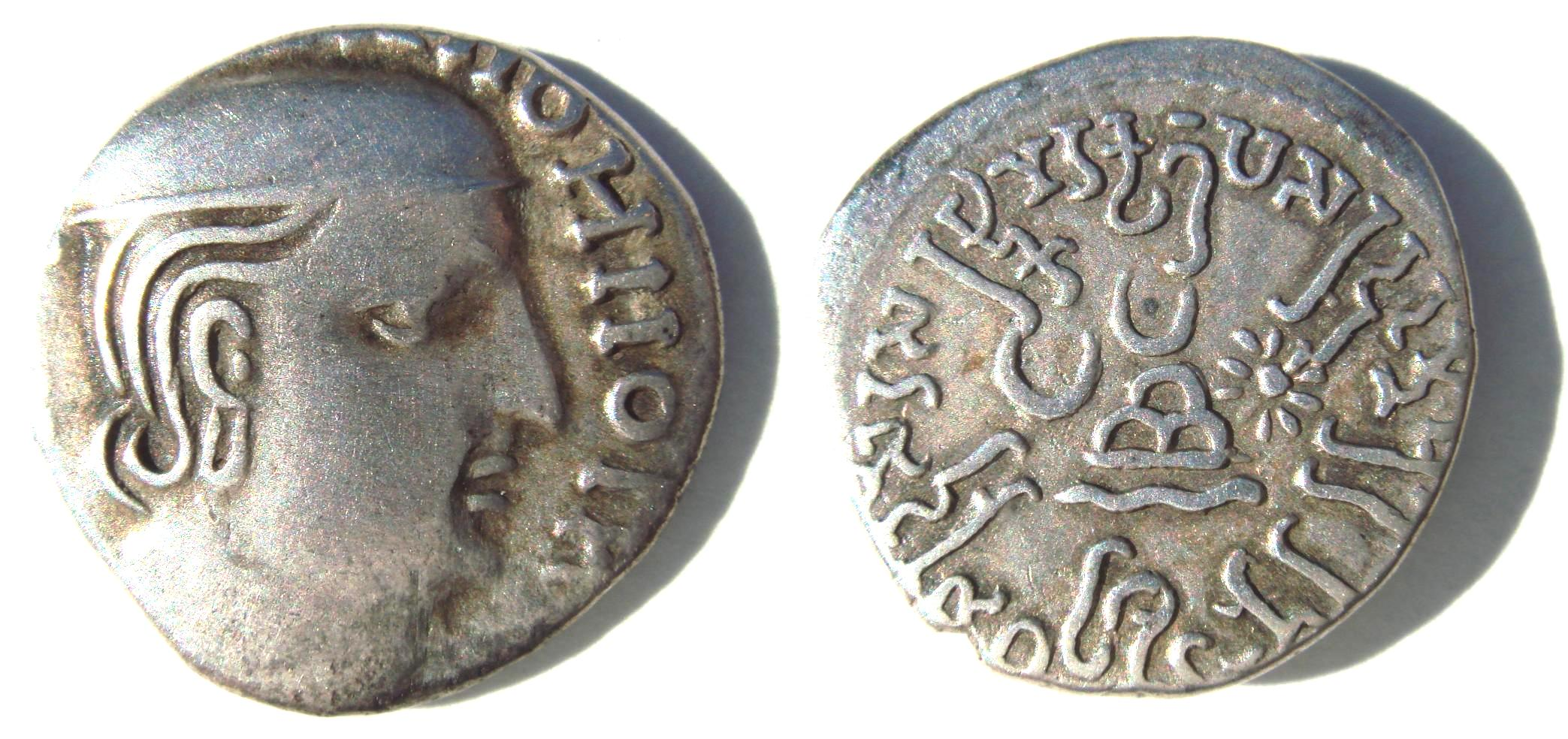
Monnaie de Rudrasimha I (178-197).
avers : profil de Rudrasimha, avec une légende en grec corrompu : ..OHIIOIH.. (style indo-grec).
revers : colline à 3 sommets ou stûpa, avec une rivière, un croissant et le soleil. Légende en prakrit en alphabet brahmi : Rajno Mahaksatrapasa Rudradamnaputrasa Rajna Mahaksatrapasa Rudrasihasa (Roi et Grand satrape Rudrasimha, fils du Roi et Grand satrape Rudradaman).

À partir du règne de Rudrasimha I, la date de frappe de chaque pièce, notée selon l'ère Shaka, est habituellement inscrite en nombres brahmi sur l'avers, derrière la tête du roi, ce qui permet une datation précise de leurs règnes. Ce détail est plutôt rare dans la numismatique indienne. Certains, comme le numismate R.C Senior, ont considéré que ces dates ne correspondaient pas à l'ère Shaka, mais à l'ère Azès, plus ancienne d'un siècle.
La succession des règnes peut être reconstituée par la mention des pères des rois dans la légende des revers.

### Langues
L'alphabet kharosthi, utilisé dans des régions plus septentrionales (Gandhara), est employé en même temps que l'alphabet brahmi et l'alphabet grec sur les premières monnaies des satrapes occidentaux, mais est finalement abandonné à partir du règne de Chastana. L'alphabet brahmi reste seul employé, en même temps que le pseudo-alphabet grec sur l'avers, pour transcrire le prakrit parlé par les satrapes occidentaux. Occasionnellement, les légendes sont plutôt en sanskrit.
Les monnaies de Nahapana portent la légende en alphabet grec PANNIΩ IAHAPATAC NAHAΠANAC, translittération du prakrit Raño Kshaharatasa Nahapanasa : Sous le règne de Kshaharata Nahapana. Les monnaies de son successeur Chastana ont aussi une légende lisible, PANNIΩ IATPAΠAC CIASTANCA, translittération du prakrit Raño Kshatrapasa Castana : Sous le règne du satrape Castana. Après ces deux souverains, les légendes en grec commencent à se dénaturer et semblent perdre toute signification, ne conservant qu'une valeur esthétique. Au IVe siècle, les monnaies de Rudrasimha II portent par exemple une légende sans aucun sens en alphabet grec corrompu : ...ΛIOΛVICIVIIIΛ...

### Influences

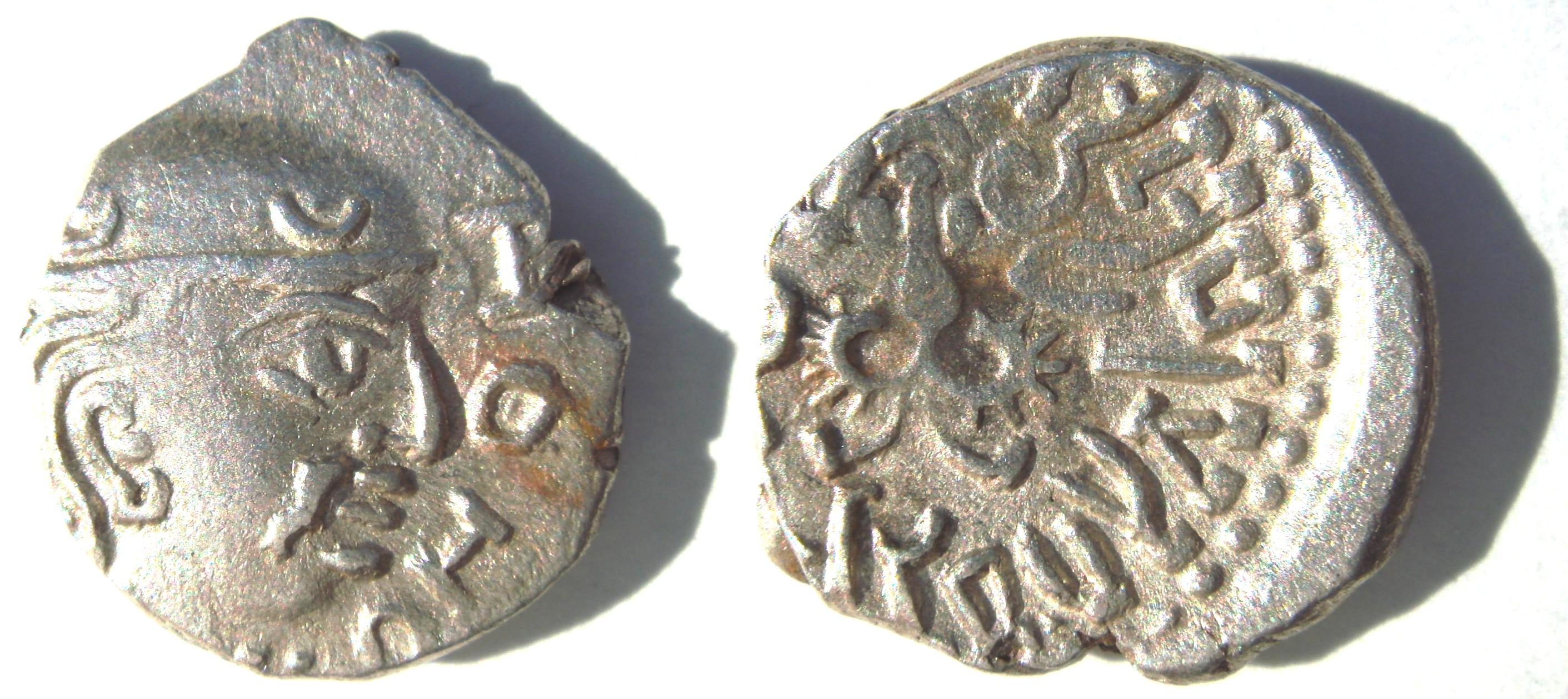
L'empire Gupta a imité les monnaies des starapes occidentaux pour ses émissions en argent : Ici une pièce du roi Kumaragupta Ier (414–455).

Les monnaies des Kshatrapas ont eu beaucoup d'influence sur celles de leurs voisins ou des dynasties plus tardives, comme les Satavahanas et l'empire Gupta. Les pièces d'argent du roi Chandragupta II et de son fils Kumaragupta Ier imitent le modèle des satrapes occidentaux (lui-même dérivé de celui des indo-grecs), avec le profil du souverain entouré de caractères pseudo-grecs sur l'avers, tandis que l'oiseau Garuda (symbole dynastique des Gupta), y remplace la colline-stûpa, les croissants et le soleil sur le revers.
Le modèle des monnaies des satrapes occidentaux fut aussi adopté par la dynastie des Traikutakas (388–456).

## Vassaux des Kouchans?
La question de l'indépendance des satrapes occidentaux ou de leur vassalité par rapport aux Kouchans n'est pas encore tranchée. L'usage constant du terme « satrape » sur leurs monnaies suggérerait la reconnaissance de leur sujétion à un souverain plus important, peut-être l'empereur des Kouchans.
Une statue de Chastana trouvée à Mathura, dans le Temple de Mat, est associée à celles de Vima Kadphises et Kanishka. Cela suggère au minimum une alliance et une amitié, sinon un lien de vassalité. En outre, dans l'inscription de Rabatak, Kanishka déclare que son pouvoir s'étend jusqu'à Ujjain, la capitale habituelle du royaume des satrapes occidentaux. Ces deux éléments suggèrent une alliance kouchane avec les satrapes occidentaux.
Les satrapes indo-scythes « du Nord », qui régnaient dans la région de Mathura, le « Grand Satrape » Kharapallana et le « Satrape » Vanaspara, sont pour leur part connus par une inscription à Sarnath pour avoir été vassaux des Kouchans.
L'opinion générale des chercheurs modernes est que les satrapes occidentaux étaient vassaux des Kouchans, au moins à leurs débuts, jusqu'à ce que Rudradaman Ier vainque la confédération des Yaudheyas, habituellement considérés eux-mêmes comme des vassaux des Kouchans. La question n'est pas considérée comme parfaitement réglée.

## Principaux souverains

### Dynastie Kshaharata
- Yapirajaya
- Hospises
- Higaraka
- Abhiraka (Aubhirakes)
- Bhumaka (?-119)
- Nahapana (119–124)

### Dynastie Bhadramukhas ou Kardamaka
Lignée de Chastana :
- Chastana (c 78), fils de Zamotika
- Jayadaman, fils de Chastana
- Rudradaman Ier (c 130–150), fils de Jayadaman
- Damajadasri Ier (170–175)
- Jivadaman (175 d 199)
- Rudrasimha Ier (175–188, †197)
- Isvaradatta (188–191)
- Rudrasimha Ier (restauré) (191–197)
- Jivadaman (restauré) (197–199)
- Rudrasena Ier (200–222)
- Samghadaman (222–223)
- Damasena (223–232)
- Damajadasri II (232–239), avec :
- Viradaman (234–238)
- Yasodaman Ier (239)
- Vijayasena (239–250)
- Damajadasri III (251–255)
- Rudrasena II (255–277)
- Visvasimha (277–282)
- Bhartrdaman (282–295)
- Visvasena (293–304)

Ligné de Rudrasimha II :
- Rudrasimha II, fils du seigneur (Svami) Jivadaman (304–348) avec :
- Yasodaman II (317–332)
- Rudradaman II (332–348)
- Rudrasena III (348–380)
- Simhasena (380- ?)
- Rudrasena IV (382–388)
- Rudrasimha III (388–395)

## Sources bibliographiques
- (en) Rapson, A Catalogue of Indian coins in the British Museum. Andhras etc...
- (en) John Rosenfield, The dynastic art of the Kushans, 1976
- (en) Ptolémée, The geography, Translated and edited by Edward Luther Stevenson, Dover Publications Inc., New York,  (ISBN 0-486-26896-9)